# Álvaro Molina
Álvaro Molina Fuentes (Huétor Vega, 20 luglio 1976) è un pilota motociclistico spagnolo ritiratosi dall'attività agonistica, sei volte campione Europeo classe 250.

## Carriera
Inizia a correre nel 1991 in diversi campionati sia regionali, vincendo trofei in Castiglia-La Mancia e Andalusia, sia nazionali, finendo al primo posto nella Coppa Gilera nel 1993 e nella classe 125 del campionato spagnolo velocità nel 1997. Nella stessa stagione chiude al quarto posto il Gran Premio di Cartagena, ultima prova dell'Europeo 125.
Dal 1995 al 1998 ha partecipato anche al campionato europeo, gareggiando nella classe 125 per quattro stagioni, per poi passare alla superiore classe 250 dove si è cimentato dal 1999 al 2007. Nel 2001, con una Yamaha, vince l'ultima gara stagionale a Cartagena. In questo ambito ha conquistando 6 titoli europei, dei quali 5 consecutivi: il primo nel 2002 (nel 2003 conquista un podio nell'Europeo classe 125 classificandosi diciassettesimo in campionato), in sella ad una Yamaha e con l'Aprilia i titoli 2004, 2005, 2006, 2007 e 2008 (in questo caso valevole come Coppa Europea).
Ha debuttato nel motomondiale nella stagione 1996, nella classe 125 con una Honda; negli anni successivi, fino al 2007, usufruendo di wild card ha partecipato principalmente ai Gran Premi disputatisi in Spagna, passando dal 1999 alla classe 250 e correndo con una TSR-Honda nel 2000, con una Yamaha nel 2001 e con una Aprilia dal 2003. Nelle sue 35 partecipazioni totali ha ottenuto punti validi per le classifiche iridate in tre occasioni.
Nel 2009 prende parte al campionato Europeo Superstock 1000, svoltosi in gara unica ad Albacete, chiudendo con un ritiro al secondo giro.
Sempre nel 2009 partecipa alla classe Superstock del campionato mondiale Endurance con una Kawasaki, ottenendo il 7º posto come risultato finale,, mentre nel 2010 e nel 2011 impiega delle BMW, concludendo il primo anno in terza piazza e il secondo al quinto posto.

## Risultati nel motomondiale

### Classe 125
| 1996 | Classe | Moto  |  |  |  |     |  |  |  |  |  |  |  |  |  |  |  | Punti | Pos. |
| ---- | ------ | ----- |  |  |  | --- |  |  |  |  |  |  |  |  |  |  |  | ----- | ---- |
| 1996 | 125    | Honda |  |  |  | Rit |  |  |  |  |  |  |  |  |  |  |  | 0     |      |

| 1997 | Classe | Moto  |  |  |     |  |  |  |  |  |  |  |  |  |    |  |  | Punti | Pos. |
| ---- | ------ | ----- |  |  | --- |  |  |  |  |  |  |  |  |  | -- |  |  | ----- | ---- |
| 1997 | 125    | Honda |  |  | Rit |  |  |  |  |  |  |  |  |  | 15 |  |  | 1     | 31º  |

| 1998 | Classe | Moto  |  |  |     |  |  |    |  |  |  |  |  |    |  |  |  | Punti | Pos. |
| ---- | ------ | ----- |  |  | --- |  |  | -- |  |  |  |  |  | -- |  |  |  | ----- | ---- |
| 1998 | 125    | Honda |  |  | Rit |  |  | 13 |  |  |  |  |  | 25 |  |  |  | 3     | 27º  |

| Legenda | 1º posto        | 2º posto            | 3º posto            | A punti      | Senza punti        | Grassetto – Pole position Corsivo – Giro più veloce |
| Legenda | Gara non valida | Non qual./Non part. | Ritirato/Non class. | Squalificato | '-' Dato non disp. | Grassetto – Pole position Corsivo – Giro più veloce |

### Classe 250
| 1999 | Classe | Moto  |  |  |    |  |  |     |  |  |  |  |  |     |  |  |  |  |  |  | Punti | Pos. |
| ---- | ------ | ----- |  |  | -- |  |  | --- |  |  |  |  |  | --- |  |  |  |  |  |  | ----- | ---- |
| 1999 | 250    | Honda |  |  | 21 |  |  | Rit |  |  |  |  |  | Rit |  |  |  |  |  |  | 0     |      |

| 2000 | Classe | Moto      |  |  |  |  |  |  |     |  |  |  |  |    |     |  |  |  |  |  | Punti | Pos. |
| ---- | ------ | --------- |  |  |  |  |  |  | --- |  |  |  |  | -- | --- |  |  |  |  |  | ----- | ---- |
| 2000 | 250    | TSR-Honda |  |  |  |  |  |  | Rit |  |  |  |  | 19 | Rit |  |  |  |  |  | 0     |      |

| 2001 | Classe | Moto   |  |  |    |  |  |    |  |  |  |  |  |    |  |  |  |  |  |  | Punti | Pos. |
| ---- | ------ | ------ |  |  | -- |  |  | -- |  |  |  |  |  | -- |  |  |  |  |  |  | ----- | ---- |
| 2001 | 250    | Yamaha |  |  | 22 |  |  | 24 |  |  |  |  |  | 20 |  |  |  |  |  |  | 0     |      |

| 2003 | Classe | Moto    |  |  |    |  |  |    |  |  |  |  |    |  |  |  |  |    |  |  | Punti | Pos. |
| ---- | ------ | ------- |  |  | -- |  |  | -- |  |  |  |  | -- |  |  |  |  | -- |  |  | ----- | ---- |
| 2003 | 250    | Aprilia |  |  | 19 |  |  | NP |  |  |  |  | 19 |  |  |  |  | 16 |  |  | 0     |      |

| 2004 | Classe | Moto    |  |     |  |  |  |  |  |  |  |  |  |  |  |  |  |    |  |  | Punti | Pos. |
| ---- | ------ | ------- |  | --- |  |  |  |  |  |  |  |  |  |  |  |  |  | -- |  |  | ----- | ---- |
| 2004 | 250    | Aprilia |  | Rit |  |  |  |  |  |  |  |  |  |  |  |  |  | 16 |  |  | 0     |      |

| 2005 | Classe | Moto    |     |     |  |  |    |  |  |    |    |    |    |  |  |  |  |  |     |  | Punti | Pos. |
| ---- | ------ | ------- | --- | --- |  |  | -- |  |  | -- | -- | -- | -- |  |  |  |  |  | --- |  | ----- | ---- |
| 2005 | 250    | Aprilia | Rit | Rit |  |  | 16 |  |  | NE | 18 | 19 | 20 |  |  |  |  |  | Rit |  | 0     |      |

| 2006 | Classe | Moto    |    |  |  |  |    |  |  |  |  |  |    |  |  |  |  |  |    |  | Punti | Pos. |
| ---- | ------ | ------- | -- |  |  |  | -- |  |  |  |  |  | -- |  |  |  |  |  | -- |  | ----- | ---- |
| 2006 | 250    | Aprilia | 14 |  |  |  | 20 |  |  |  |  |  | NE |  |  |  |  |  | 17 |  | 2     | 34º  |

| 2007 | Classe | Moto    |  |     |  |  |  |  |    |  |  |     |    |  |  |    |  |  |  |    | Punti | Pos. |
| ---- | ------ | ------- |  | --- |  |  |  |  | -- |  |  | --- | -- |  |  | -- |  |  |  | -- | ----- | ---- |
| 2007 | 250    | Aprilia |  | Rit |  |  |  |  | 23 |  |  | Rit | NE |  |  | 16 |  |  |  | 22 | 0     |      |

| Legenda | 1º posto        | 2º posto            | 3º posto            | A punti      | Senza punti        | Grassetto – Pole position Corsivo – Giro più veloce |
| Legenda | Gara non valida | Non qual./Non part. | Ritirato/Non class. | Squalificato | '-' Dato non disp. | Grassetto – Pole position Corsivo – Giro più veloce |